# Spalax ehrenbergi
Spalax ehrenbergi é uma espécie de roedor da família Spalacidae. Pode ser encontrada no Egipto, Iraque, Israel, Jordânia, Líbano, Líbia, Síria e possivelmente na Turquia. O posicionamento taxonômico dessa epécie ainda é incerto, possivelmente trata-se de uma espécie críptica. Habita estepes, semi-desertos e marginalmente em desertos. Também é encontrada em campos cultiváveis. É estritamente fossorial.